# Jean Blanchet (médecin)
Jean Blanchet est un médecin, chirurgien, professeur, officier de milice et homme politique du Bas-Canada né le 17 mai 1795 à Saint-Pierre-de-la-Rivière-du-Sud, décédé le 22 avril 1857 à Québec,.

## Biographie
Fils de cultivateur, Jean Blanchet fit ses études au petit séminaire de Québec de 1810 à 1813. Il commence des études de médecine avec son oncle, François Blanchet à 17 ans. En 1818, il poursuit sa formation médicale en Europe auprès de médecins reconnus, tels Guillaume Dupuytren et Dominique-Jean Larrey à Paris ainsi que Astley Paston Cooper et de Sir William Blizard à Londres. Il obtient sa licence de chirurgie en 1820 Royal College of Surgeons de Londres.
De retour à Québec, Jean Blanchet s'associe avec son oncle François Blanchet duquel il prend la succession en 1830 à la mort de ce dernier. Parallèlement à sa pratique, Jean Blanchet commence l'enseignement de l'anatomie à l'hôpital des Émigrants en 1823. Sa renommée se répand et son dévouement lui mérite le surnom de  « médecin des pauvres ».
Instigateur de l'enseignement médical, Jean Blanchet fait partie, en 1847, des fondateurs de l’École de médecine de Québec qui deviendra la Faculté de médecine de l'Université Laval en 1854 et dont il fut le premier doyen.